# ハルシュタット (オーバーフランケン)
ハルシュタット（ドイツ語: Hallstadt、ドイツ語発音: [ˈhalʃtat]）は、ドイツ連邦共和国バイエルン州オーバーフランケン行政管区のバンベルク郡に属する郡所属市。

## 地理
ハルシュタットの南にはバンベルク、北にはマイン川が位置している。

### 市の構成
本市は、公式には2つの集落からなる。
- デルフラインス
- ハルシュタット

## 歴史
出土品から、紀元前5000年頃の石器時代初期の耕作農民の居住地であったことが示されている。
670年頃後にフランケンの聖人となる聖キリアンがハルシュタットにその足跡を印し、約70年後の719年に聖ボニファティウスがハルシュタットの改宗に挑んでいる。741年から747年の間に、ハルシュタットは "Halazestat im Radensgove"として、フランケンのカロリング家のカールマンと小ピピンの文書に初めて名前入りで言及されている。793年にカール大帝は、"Halazestat"が父ピピンからヴュルツブルク司教ベルヴォルフへ贈られたことを確認している。794年から820年にはハルシュタットの聖キリアン教会が建設され、14あるカール大帝のSlavenkirchenの一つとなった。805年にハルシュタットはカール大帝の王領となるが、王はそれ以前（793年）すでにこの地を訪れている。
200年後の1007年、神聖ローマ皇帝ハインリヒ2世はハルシュタット王領を、彼が創設したバンベルク司教領に寄贈したが、1013年にはヴュルツブルク司教を介して、オーバーライン地方のゲーラウ王領と交換に、ハルシュタット教区と教会交易路を取り戻している。
1395年に司教ラムベルト・フォン・ブルンによってマイン川に橋が建設され、この町は交易の重要な拠点となった。1430年にハルシュタットはフス教徒によって焼き討ちされた。1503年に初めてこの町は市場町を名乗ることを許された。しかし1553年、第二次辺境伯戦争の最中にブランデンブルク＝クルムバッハ辺境伯アルブレヒト・アルキビアデスはバンベルクとハルシュタットを占領し、破壊した。
1617年から1618年に司教領主ヨハン・ゴットフリート・フォン・アシェンハウゼンによって魔女裁判が行われた。この結果53人の市民男女が処刑された。ペストは根絶されるまで3年間猛威を振るい、1633年には三十年戦争でハルシュタットは焼け落ちた。
七年戦争（1756年 - 1763年）の間、フリードリヒ2世率いるプロイセン軍によるバンベルクとハルシュタットの占領が行われた。1802年にバイエルン選帝侯マクシミリアン4世ヨーゼフはバンベルク司教領とフランケン地方を獲得し、その数年後（1808年）にバイエルン国王マクシミリアン1世としてこの町を訪れた。バイエルン王国の行政改革の時代、1818年の自治体令によって現在の自治体が創設された。
1880年に鉄道が敷設され、ハルシュタット駅が開設された。
1954年にハルシュタットは「シュタット」（市）の称号を得、1300年祭を祝った。1970年にブルッカーツホーフ地区とクランマースフェルト地区が分離されてバンベルク市に編入され、新たなマイン川の橋（第二次世界大戦直後から改修されていた）が完成した。1972年にはデルフライン地区が合併した。

### 人口推移
この地区の人口は、1970年 6,589人、1987年 7,436人、2000年 8,472人であった。2004年6月30日現在の人口は、8,560人である。

## 行政
市長は、トーマス・ゼーダー (CSU)である。

## 引用
1. ↑  https://www.statistikdaten.bayern.de/genesis/online?operation=result&code=12411-003r&leerzeilen=false&language=de Genesis-Online-Datenbank des Bayerischen Landesamtes für Statistik Tabelle 12411-003r Fortschreibung des Bevölkerungsstandes: Gemeinden, Stichtag (Einwohnerzahlen auf Grundlage des Zensus 2011)
2. ↑  Max Mangold, ed (2005). Duden, Aussprachewörterbuch (6 ed.). Dudenverl. p. 386. ISBN 978-3-411-04066-7
3. ↑  Bayerische Landesbibliothek Online